# (622) Esther
(622) Esther – planetoida z pasa głównego asteroid okrążająca Słońce w ciągu 3 lat i 276 dni w średniej odległości 2,41 j.a. Została odkryta 13 listopada 1906 roku w Taunton przez Joela Metcalfa. Nazwa planetoidy pochodzi od królowej Estery, postaci biblijnej. Przed jej nadaniem planetoida nosiła oznaczenie tymczasowe (622) 1906 WP.